# Fotboll i Schweiz
Fotboll i Schweiz anordnas på organiserad nivå av det schweiziska fotbollsförbundet SFV-ASF, som bildades 1895 och har sitt huvudkontor i Bern. Schweiz är ett stort säte för administreringen av internationell fotboll, då Fifa har sitt huvudkontor i Zürich och Uefa i Nyon.

## Seriespel
Berömda schweiziska sportklubbar med fotboll på programmet är FC Basel, FC Zürich och Grasshopper-Club Zürich, vilka haft framgångsrika herrlag. Dock har ingen schweizisk klubb ännu vunnit någon stor europeisk cupturnering.

## Landslagsmeriter
- Schweiz herrar tog OS-silver 1924.[1]
- Schweiz damer har aldrig tagit medalj i något större sammanhang.

## Stora fotbollsevenemang i Schweiz
Världsmästerskapet i fotboll 1954 spelades i Schweiz. Tillsammans med Österrike samarrangerade Schweiz Europamästerskapet i fotboll 2008.

### Fotnoter
1. ↑  ”Games of the VIII. Olympiad” (på engelska). RSSSF. 18 mars 1924. http://www.rsssf.com/tableso/ol1924f.html. Läst 29 juli 2014.
2. ↑  ”World Cup 1954” (på engelska). RSSSF. 18 mars 1954. http://www.rsssf.com/tables/54full.html. Läst 29 juli 2014.
3. ↑  ”European Championship 2008” (på engelska). RSSSF. 18 mars 2008. http://www.rsssf.com/tables/08e.html. Läst 29 juli 2014.